# ヨン・ジュンヒョン
ヨン・ジュンヒョン（1989年12月19日（35歳）、용준형/龍俊亨）は、韓国の男性歌手。HIGHLIGHTの元メンバー。

## プロフィール
- 担当：ラップ、プロデューサー
- 特技：ダンスラップ
- 趣味：歌詞を書くこと、映画鑑賞[1]
- 学歴：東新大学校実用音楽学。卒業後に単位の不正取得が発覚したことにより2019年1月に学位取り消し処分を受けた[2]。

## 来歴
- 2007年、アイドルグループXING（朝鮮語版）（シン）の2期メンバーとしてデビュー。当時の芸名はポッピンドラゴン。
- 2009年、BEAST（現HIGHLIGHT）としてデビュー。
- 2013年度第6回コリアドラマアワードにおいて新人男優賞を受賞[3]。
- 7thミニアルバム『TIME』より、キム・テジュと共にプロデュースチーム「Good Life」として活動[4]。
- 2019年3月14日、HIGHLIGHTを脱退[5]。
- 2022年10月10日、新たな自身の独立レーベルblackmadeの出発を公式SNSにて発表。

## ディスコグラフィー

### スタジオ・アルバム
- Goodbye 20's: Yong Jun-Hyung Vol.1 (2018年5月11日)

## 出演

### ドラマ
- 「モンスター」(2013年)
- 「コーヒーよ、お願い」(2018年)